# Беренгер Рамон II
Беренгер Рамон II, познат и под именом Беренгер Рамон II Братоубица (1054 - 1097/1099) је био гроф Барселоне, тј. кнез Каталоније (1076—1097) из династије Барселоне.
Био је син претходног грофа Барселоне Рамона Беренгера I и његове супруге грофице Алмодисе де ла Марка.
На месту грофа Барселоне наследио је оца и до 1082. године владао заједно са братом Рамоном Беренгером II el Cap d'Estopes.
Приморска Каталонија је представљала један од економски најнапреднијих делова Шпаније. У Каталонији су сељаци морали да, поред уобичајених кметовских обавеза, сносе и низ других, такозваних рђавих обичаја (malos usos). Сениор би заузео читаво имање сељака, ако би овај умро без деце, и велики део наследства ако би остала за њим деца. Од сељака су узимане нарочите глобе за прекршај брачне верности, у случају пожара на поседу сениора итд. У рђаве обичаје спада и право прве ноћи, насилно узимање дојкиња и низ других обавеза. Феудалци су се одликовали знатном самосталношћу и вршили су огроман утицај на политичко уређење државе. Били су ослобођени свих дажбина. Овде ми видимо пуну власт феудалаца, међу којима су се разликовали крупни — рикос омбрес, средњи и ситни — хидалго. Ниже племство било је потпуно зависно од вишег.
Каталонија је била повезана са средоземном трговином и одржавала живе везе са Италијом и Јужном Француском. Од приморских градова у Каталонији прво је место припадало Барселони. Градови у Каталонији били су не само трговачки центри, у њима је цветало и занатство. Ту се развила металургија и производња коже, бродоградња и сл. Поморско право, разрађено у каталонским градовима, постало је право великог дела средоземних лука. У Каталонији су градови имали велики политички утицај .
Сукобљавао се са Ел Сидом и у једном приликом, око 1080. године, Сид је га је поразио предводећи једну муслиманску војску, заробио га и постао управник спорне земље која се налазила у области око Лериде; ипак, Сид је према њему поступао са толико пажње да је овај свог сина и наследника оженио Сидовом кћерком .
Од 1095. године, па до 1097. године владао је заједно са својим сином Рамоном Беренгером III, који га је и наследио на престолу.

## Породично стабло
|  |                                  |  |  |  |  |  |  |  |  |  |  |  |  |  |  |  |
|  | 4. Berenguer Ramon I the Crooked |  |  |  |  |  |  |  |  |  |  |  |  |  |  |  |
|  |                                  |  |  |  |  |  |  |  |  |  |  |  |  |  |  |  |
|  |                                  |  |  |  |  |  |  |  |  |  |  |  |  |  |  |  |
|  | 2. Рамон Беренгер I              |  |  |  |  |  |  |  |  |  |  |  |  |  |  |  |
|  |                                  |  |  |  |  |  |  |  |  |  |  |  |  |  |  |  |
|  |                                  |  |  |  |  |  |  |  |  |  |  |  |  |  |  |  |
|  | 5. Санча Санчез                  |  |  |  |  |  |  |  |  |  |  |  |  |  |  |  |
|  |                                  |  |  |  |  |  |  |  |  |  |  |  |  |  |  |  |
|  |                                  |  |  |  |  |  |  |  |  |  |  |  |  |  |  |  |
|  | 1. Беренгер Рамон II             |  |  |  |  |  |  |  |  |  |  |  |  |  |  |  |
|  |                                  |  |  |  |  |  |  |  |  |  |  |  |  |  |  |  |
|  |                                  |  |  |  |  |  |  |  |  |  |  |  |  |  |  |  |
|  | 6. Bernard I, Count of Marche    |  |  |  |  |  |  |  |  |  |  |  |  |  |  |  |
|  |                                  |  |  |  |  |  |  |  |  |  |  |  |  |  |  |  |
|  |                                  |  |  |  |  |  |  |  |  |  |  |  |  |  |  |  |
|  | 3. Алмодис де ла Марш            |  |  |  |  |  |  |  |  |  |  |  |  |  |  |  |
|  |                                  |  |  |  |  |  |  |  |  |  |  |  |  |  |  |  |
|  |                                  |  |  |  |  |  |  |  |  |  |  |  |  |  |  |  |
|  | 7. Амелија                       |  |  |  |  |  |  |  |  |  |  |  |  |  |  |  |
|  |                                  |  |  |  |  |  |  |  |  |  |  |  |  |  |  |  |
|  |                                  |  |  |  |  |  |  |  |  |  |  |  |  |  |  |  |